# Malatia-Sebastia
Malatia-Sebastia (in armeno Մալաթիա-Սեբաստիա?) è un distretto di Erevan, la capitale dell'Armenia, con 141.900 abitanti (dato 2011) situato nella parte occidentale della città. È uno dei distretti più poveri della capitale.
Nella parte sudoccidentale è distretto è locato l'Aeroporto Internazionale Zvartnots.

## Quartieri
Il distretto è suddiviso in 6 quartieri:
- Nor Malatia
- Nor Sebastia
- Zoravar Andranik
- Shahumyan
- Araratyan
- Haghtanak.